# Chauliodus pammelas
A Chauliodus pammelas a csontos halak (Osteichthyes) főosztályának sugarasúszójú halak (Actinopterygii) osztályába, ezen belül a nagyszájúhal-alakúak (Stomiiformes) rendjébe és a mélytengeri viperahalfélék (Stomiidae) családjába tartozó faj.

## Előfordulása
A Chauliodus pammelas elterjedési területe az Indiai-óceán nyugati részén van, az Ádeni-öbölben, az Ománi-öbölben, az Arab-félsziget környékén és a Maldív-szigetek vizeiben.

## Megjelenése
Hossza elérheti a 19,5 centimétert. A hasán 11-12 tüske található.

## Életmódja
Mélytengeri halfaj, amely 400-2500 méteres mélységekben él.